# Via Roma (Firenze)
Via Roma è una strada del centro storico di Firenze, situata tra piazza della Repubblica (al canto dei Dadaioli) si trova tra piazza San Giovanni (angolo via de' Pecori). Lungo il tracciato si innesta via de' Tosinghi (canto degli Agolanti).

## Storia

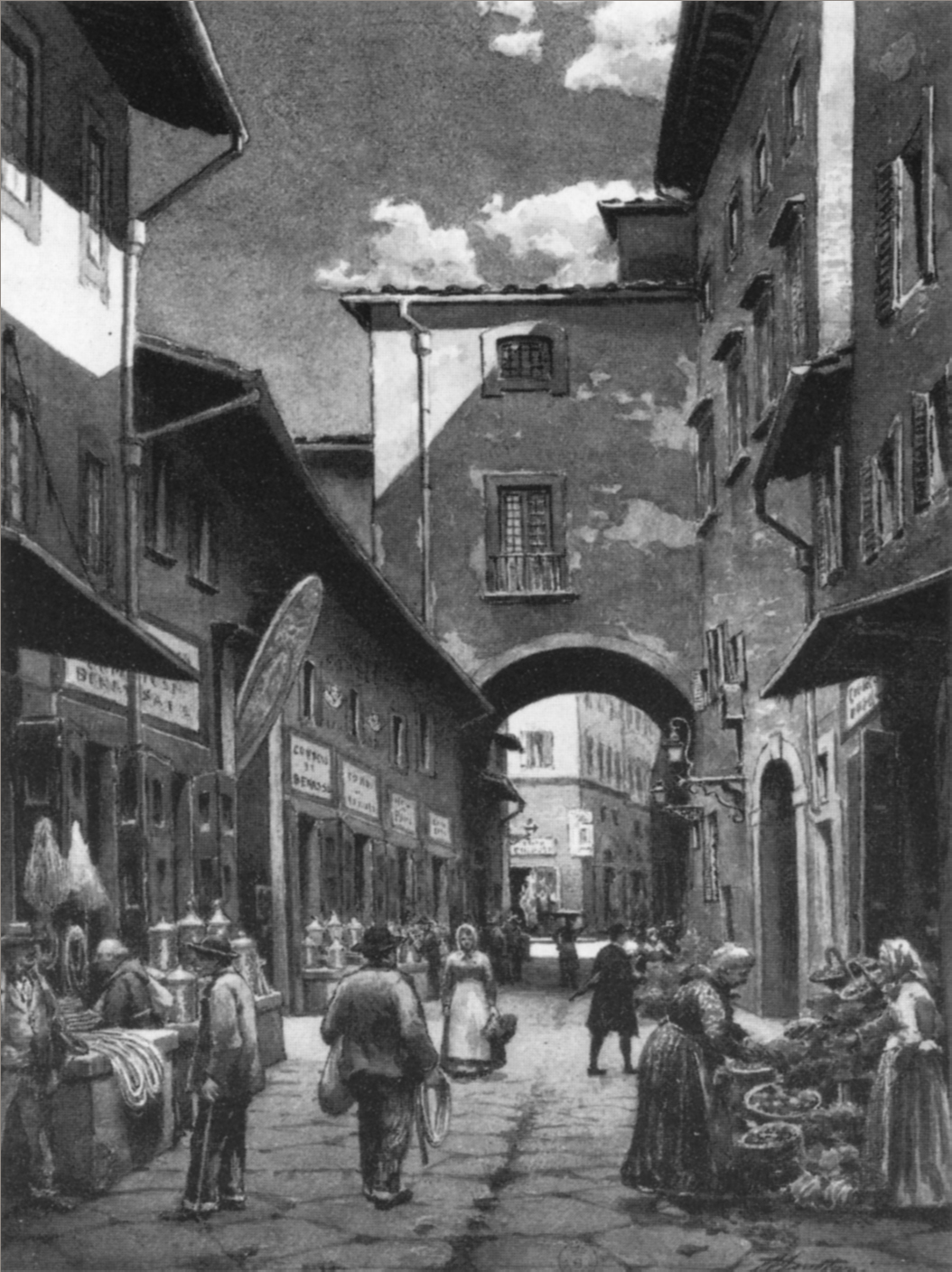
L'antica via dell'Arcivescovado

La strada appare segnata da edifici costruiti alla fine dell'Ottocento a seguito delle demolizioni (1885-1895) effettuate con l'intento di conferire decoro borghese al cuore dell'area storica cittadina dove insistevano il Ghetto ebraico e il Mercato Vecchio. Tuttavia, sovrapponendo l'attuale tracciato ai precedenti, si può riconoscerne l'origine della strada attuale nelle antiche strade che ricalcava il percorso dell'antico cardo di Florentia, in un punto che corrisponde al cuore più antico della città. Anticamente la strada aveva vari nomi. In alcune piante è interamente indicata come via dell'Arcivescovado, sebbene in suddivisioni più dettagliate questo nome fosse assegnato a un tratto che oggi non esiste più, nell'attuale piazza San Giovanni, e che divideva i due corpi del palazzo Arcivescovile, fino al canto alla Paglia; col cosiddetto "Risanamento" venne ingrandita la piazza dietro al Battistero, demolendo il corpo anteriore del palazzo e ricostruendo l'antica facciata in posizione arretrata, cosicché l'antica strada divenne solo un lato della piazza ampliata.
Il primo tratto attuale della strada, venendo da nord, tra piazza San Giovanni e via dei Tosinghi era detto via della Macciana (dal nome di forno con locanda lì situata; alcune fonti parlano anche di "via tra i Chiavaioli") e terminava al canto degli Agolanti (dal nome di un'antica famiglia residente in questa zona) presso via della Nave; qui, a ovest, esisteva una piazzetta, detta dei Succhiellinai (il succhiello era un rudimentale trapano, usato per perforare la pietra o il legno, ad esempio quello delle botti), dove si apriva anche una delle porte dell'antico Ghetto ebraico, le cui mura correvano lungo tutto il lato ovest della strada.
Il tratto seguente, fino alla piazza del Mercato, era detto pure via dei Succhiellinai, o degli Agolanti. Il canto dei Dadaioli, che qui si trovava, si riferiva ai giocatori di dadi che affollavano le bische del Ghetto. Poco oltre, ma ormai sulla piazza, c'erano la chiesa di San Tommaso e le case dei primi Medici: essi dal XV secolo ebbero quasi tutte le case di quest'isolato, tanto che il canto venne detto anche "dei Medici", e la stessa piazza dei Succhiellinai si trova attestata anche come piazza dei Medici.
Subito dopo il rinnovo della strada, ampliata e rettificata, fu inizialmente identificata come via dell'Arcivescovado, così come deliberato dalla giunta comunale nel 1893. Nell'ottobre del 1909 il consiglio comunale intitolò la strada al rivoluzionario catalano Francisco Ferrer (morto appunto nello stesso 1909), visto come un eroe dell'anticlericalismo che aveva allora, nel sindaco socialista Francesco Sangiorgi, un fedele sostenitore. Questo nome tuttavia identificò l'arteria solo per due anni, fino al novembre del 1911, quando per i festeggiamenti dei cinquant'anni del Regno d'Italia la via fu intitolata alla capitale dello Stato, così come parallelamente fecero molte altre città italiane denominando "Roma" vie e piazze dei propri centri. Firenze tuttavia già aveva, e ha ancora, una via e una porta Romana, intitolate alla città laziale verso cui erano rivolte.

## Descrizione
Nel suo insieme la strada - segnata da un significativo flusso pedonale - ha carattere commerciale ed è riconosciuta come centrale nel cosiddetto "distretto del lusso" fiorentino, assieme a via degli Strozzi, via de' Tornabuoni e via della Vigna Nuova. In via Roma è presente il consolato di San Marino.

### Edifici
Oggi via Roma è una strada con edifici ottocenteschi, creati da un team di quattro architetti dopo lo sventramento: Giuseppe Boccini, Luigi Buonamici, Torquato del Lungo e Giuseppe Rossi. 
| Immagine | N°    | Nome                     | Descrizione |
| -------- | ----- | ------------------------ | --- |
|          | 1r-9r | Palazzo Levi             | Si tratta di un edificio in stile neorinascimentale, eretto tra il 1890 e il 1893 (e dallo stesso anno sede della Fondiaria Assicurazioni) su progetto dell'architetto Giuseppe Boccini e commissione dei fratelli Ottavio ed Enrico Levi figli di Salvatore che, proprietari di una parte delle case del Ghetto che precedentemente qui insisteva, avevano investito nell'impresa per rivendere non ancora conclusi i lavori l'esteso palazzo. Di notevoli dimensioni, tanto da determinare un intero isolato, presenta sulla piazza un fronte organizzato su quattro piani, con un lungo balcone al piano nobile ad abbracciare cinque degli undici assi complessivi. Sulla cantonata la piazza ha sede lo storico Caffè Gilli. |
|          | 2     | Savoy                    | Il grande edificio, eretto nel 1898 dall'architetto Vincenzo Micheli in angolo tra piazza della Repubblica e via degli Speziali, si propone con il fronte principale spartito da lesene a bugna piatta e si qualifica, al piano nobile, per la presenza di nicchie con statue allegoriche raffiguranti le Stagioni, opera di Vincenzo Rosignoli. Il terreno è segnato dalla successione di ampie arcate che danno accesso a vari esercizi commerciali. Fin dall'origine adibito ad albergo (Albergo Savoia), si propone (per quanto riguarda gli spazi interni), nella veste conferita nel 2000 dall'intervento di restyling di Olga Polizzi, interior designer responsabile per il marchio Rocco Forte Hotels, attuale proprietario della struttura. Fa parte del complesso dell'hotel anche la parte nord dell'isolato su via Roma 2, chiamata anche "Palazzo della Riunione Adriatica di Sicurtà". |
|          | 4     | Palazzo Caprile Rossi    | L'immobile determina il canto tra via Roma e via de' Tosinghi, ponendosi in sintonia con gli edifici sorti alla fine dell'Ottocento in quest'area: estesi e magniloquenti palazzi borghesi, con facciate riecheggianti modelli cinque-seicenteschi, tuttavia sempre più lontani dalla tradizione locale e dalla stessa esperienza poggiana per un gigantismo che ricorda piuttosto gli edifici che andavano sorgendo, in quegli anni, nella definitiva capitale del regno, Roma. Sulla base dei disegni conservati presso l'archivio storico del Comune di Firenze l'edificio andrà datato attorno al 1896 e ricondotto all'attività dell'architetto Enrico Carcasson. Presenta un fronte principale di sette assi organizzati su cinque piani, con il terreno arricchito da un vistoso bugnato in pietra arenaria e segnato al centro da un portone con incorniciature di vistoso aggetto, secondo un gusto che (oltre ad essere rappresentativo di quegli anni) sembrerebbe particolarmente caro ad Enrico Carcasson, come indicano le assonanze con il non lontano palazzo Rossi Canevari, altra sua realizzazione. |
|          | 1-3   | Palazzo Ceci e Rossi     | L'edificio è così denominato per essere stato eretto nel 1893 dalla ditta imprenditrice Ceci e Rossi: aveva in origine una galleria che da via Roma giungeva fino a via de' Brunelleschi. Nella sua breve storia è stato per lo più noto per aver ospitato, nel negozio d'angolo, il "Bar Pasticceria Bruzzichelli", uno dei più rinomati locali fiorentini degli anni cinquanta e sessanta del Novecento. Il palazzo, il più grande del centro dopo quello delle Poste e occupa tutto l'isolato ed è dotato. Su questo lato ospita il negozio Luisa Via Roma, i cui interni vennero progettati nella prima metà degli anni '80 dall'architetto Claudio Nardi, e periodicamente aggiornati. |
|          | 6     | Palazzo Ginnasi Rostagno | L'edificio, all'angolo con piazza San Giovanni a guardare il battistero, fu costruito nel 1892 su progetto dell'architetto Giuseppe Rossi (ma potrebbe esserci un fraintendimento tra il nome del progettista e quello dell'originario proprietario), con la caratteristica dell'angolo smussato, quasi a facilitare, come un imbuto, il traffico verso le nuove allargate arterie del "moderno" centro. |

## Lapidi

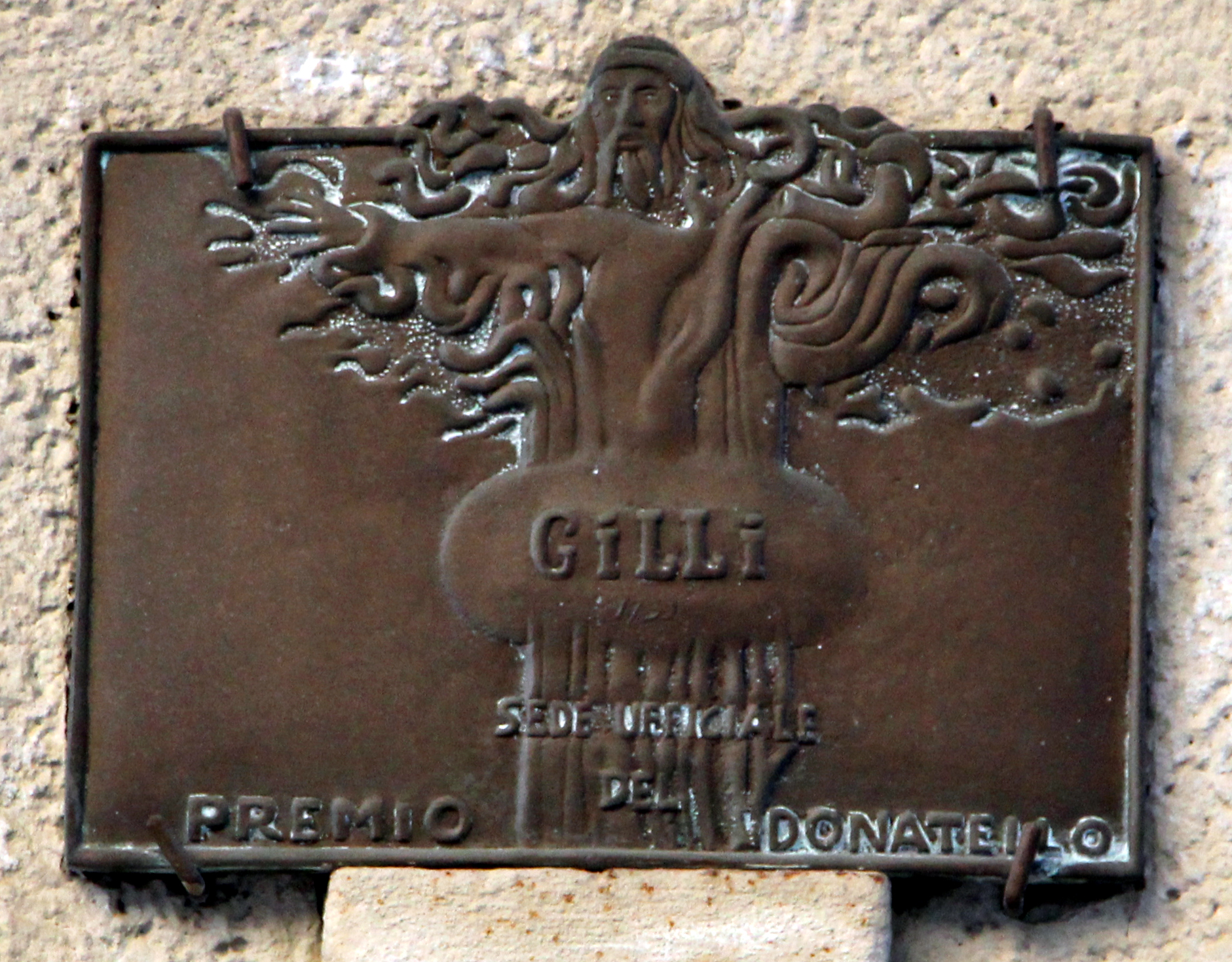
Lapide del Premio Donatello

Sulla strada è presente una lapide all'esterno del Caffè Gilli, che ricorda come questo sia la sede della premiazione del premio Donatello.